# WWE Draft 2020
Il WWE Draft 2020 è la tredicesima edizione dell'omonimo evento, organizzato dalla WWE, in cui le superstar appartenenti ai roster di Raw e SmackDown vengono scambiate fra i due brand.
L'evento si svolge in due serate, quella di SmackDown del 9 ottobre 2020 e quella successiva di Raw del 12 ottobre 2020, a cui si aggiungono degli spostamenti intermedi annunciati dalla federazione tramite i social.

## Regolamento
Come nella precedente edizione, il draft gode delle seguenti regole:
- Ogni round del draft conta cinque superstar, tre per Raw e due per SmackDown
- I tag team sono come un'unica scelta, a meno che non viene deciso di spostare un solo membro del team
- Le superstar non assegnate ad alcun roster sono free agent e vengono assegnate in seguito.

## Primo turno (SmackDown; 9 ottobre)
| Round | Wrestler                                                                    | Brand pre-draft | Brand post-draft | Note                                 |
| ----- | --------------------------------------------------------------------------- | --------------- | ---------------- | ------------------------------------ |
| 1     | Drew McIntyre                                                               | Raw             | Raw              | WWE Champion                         |
| 1     | Roman Reigns                                                                | SmackDown       | SmackDown        | WWE Universal Champion               |
| 1     | Asuka                                                                       | Raw             | Raw              | WWE Raw Women's Champion             |
| 1     | Seth Rollins                                                                | Raw             | SmackDown        |                                      |
| 1     | The Hurt Business (Bobby Lashley, Cedric Alexander, MVP e Shelton Benjamin) | Raw             | Raw              | Lashley è WWE United States Champion |
| 2     | AJ Styles                                                                   | SmackDown       | Raw              |                                      |
| 2     | Sasha Banks                                                                 | SmackDown       | SmackDown        |                                      |
| 2     | Naomi                                                                       | SmackDown       | Raw              |                                      |
| 2     | Bianca Belair                                                               | Raw             | SmackDown        |                                      |
| 2     | Nia Jax e Shayna Baszler                                                    | Raw             | Raw              | WWE Women's Tag Team Champions       |
| 3     | Ricochet                                                                    | Raw             | Raw              |                                      |
| 3     | Jey Uso                                                                     | SmackDown       | SmackDown        |                                      |
| 3     | Mandy Rose                                                                  | Raw             | Raw              |                                      |
| 3     | Rey Mysterio e Dominik Mysterio                                             | Raw             | SmackDown        |                                      |
| 3     | John Morrison e The Miz                                                     | SmackDown       | Raw              |                                      |
| 4     | The New Day (Kofi Kingston e Xavier Woods)                                  | SmackDown       | Raw              | WWE SmackDown Tag Team Champions     |
| 4     | Big E                                                                       | SmackDown       | SmackDown        |                                      |
| 4     | Dana Brooke                                                                 | Raw             | Raw              |                                      |
| 4     | Otis                                                                        | SmackDown       | SmackDown        | Mr. Money in the Bank                |
| 4     | Angel Garza                                                                 | Raw             | Raw              |                                      |

Note
Kingston e Woods passarono al roster di Raw come membri del New Day mentre Big E fu riconfermato al roster di SmackDown separando quest'ultimo dalla stable (anche se fu separato ufficialmente la settimana successiva dopo un ultimo match).

## Primo turno (Talking Smack; 10 ottobre)
| Wrestler          | Brand pre-draft | Brand post-draft | Note |
| ----------------- | --------------- | ---------------- | ---- |
| Humberto Carrillo | Raw             | Raw              |      |
| Murphy            | Raw             | SmackDown        |      |
| Drew Gulak        | SmackDown       | Raw              |      |
| Kalisto           | SmackDown       | SmackDown        |      |
| Tucker            | SmackDown       | Raw              |      |

## Secondo turno (Raw; 12 ottobre)
| Round | Wrestler                                                     | Brand pre-draft | Brand post-draft | Note                       |
| ----- | ------------------------------------------------------------ | --------------- | ---------------- | -------------------------- |
| 1     | "The Fiend" Bray Wyatt                                       | SmackDown       | Raw              |                            |
| 1     | Bayley                                                       | SmackDown       | SmackDown        | SmackDown Women's Champion |
| 1     | Randy Orton                                                  | Raw             | Raw              |                            |
| 1     | The Street Profits (Angelo Dawkins e Montez Ford)            | Raw             | SmackDown        | Raw Tag Team Champions     |
| 1     | Charlotte Flair                                              | Raw             | Raw              |                            |
| 2     | Braun Strowman                                               | SmackDown       | Raw              |                            |
| 2     | Kevin Owens                                                  | Raw             | SmackDown        |                            |
| 2     | Matt Riddle                                                  | SmackDown       | Raw              |                            |
| 2     | Daniel Bryan                                                 | SmackDown       | SmackDown        |                            |
| 2     | Jeff Hardy                                                   | SmackDown       | Raw              |                            |
| 3     | Alexa Bliss                                                  | SmackDown       | Raw              |                            |
| 3     | Lars Sullivan                                                | SmackDown       | SmackDown        |                            |
| 3     | Retribution (Mace, Mustafa Ali, Reckoning, Slapjack e T-Bar) | Raw             | Raw              |                            |
| 3     | King Corbin                                                  | SmackDown       | SmackDown        |                            |
| 3     | Keith Lee                                                    | Raw             | Raw              |                            |
| 4     | Elias                                                        | SmackDown       | Raw              |                            |
| 4     | Sami Zayn                                                    | SmackDown       | SmackDown        | Intercontinental Champion  |
| 4     | Lacey Evans                                                  | SmackDown       | Raw              |                            |
| 4     | Cesaro e Shinsuke Nakamura                                   | SmackDown       | SmackDown        |                            |
| 4     | Sheamus                                                      | SmackDown       | Raw              |                            |
| 5     | Nikki Cross                                                  | SmackDown       | Raw              |                            |
| 5     | Dolph Ziggler e Robert Roode                                 | Raw             | SmackDown        |                            |
| 5     | R-Truth                                                      | Raw             | Raw              | 24/7 Champion              |
| 5     | Apollo Crews                                                 | Raw             | SmackDown        |                            |
| 5     | Dabba-Kato                                                   | —               | Raw              |                            |
| 6     | Peyton Royce                                                 | Raw             | Raw              |                            |
| 6     | Aleister Black                                               | Raw             | SmackDown        |                            |
| 6     | Titus O'Neil                                                 | Raw             | Raw              |                            |
| 6     | Carmella                                                     | SmackDown       | SmackDown        |                            |
| 6     | Akira Tozawa                                                 | Raw             | Raw              |                            |

## Secondo turno (Raw Talk; 12 ottobre)
| Wrestler                                  | Brand pre-draft | Brand post-draft | Note |
| ----------------------------------------- | --------------- | ---------------- | ---- |
| The Riott Squad (Liv Morgan e Ruby Riott) | Raw             | SmackDown        |      |
| Lana                                      | Raw             | Raw              |      |
| Riddick Moss                              | Raw             | Raw              |      |
| Natalya                                   | Raw             | SmackDown        |      |
| Arturo Ruas                               | NXT             | Raw              |      |

## Free agent
| Wrestler                                        | Brand pre-draft | Brand post-draft | Note |
| ----------------------------------------------- | --------------- | ---------------- | --- |
| Andrade                                         | Raw             |                  | Rilasciato |
| Becky Lynch                                     | Raw             | SmackDown        | |
| Big Show                                        | Raw             |                  | Rilasciato |
| Billie Kay                                      | Raw             | SmackDown        | |
| Bo Dallas                                       | SmackDown       |                  | Rilasciato |
| Chad Gable                                      | SmackDown       | SmackDown        | |
| Erik                                            | Raw             | Raw              | |
| Ivar                                            | Raw             | Raw              | |
| Jaxson Ryker                                    | SmackDown       | Raw              | |
| Jimmy Uso                                       | SmackDown       | SmackDown        | |
| Jinder Mahal                                    | Raw             | Raw              | |
| Lucha House Party (Gran Metalik e Lince Dorado) | SmackDown       | Raw              | |
| Mercedes Martinez                               | Raw             | NXT              | Precedentemente nota come Retaliation                                                                                                |
| Mickie James                                    | Raw             |                  | Rilasciata |
| Mojo Rawley                                     | SmackDown       |                  | Rilasciato |
| Samoa Joe                                       | Raw             | NXT              | Rilasciato Firmò un nuovo contratto nell'Agosto 2021 e fu inserito ad NXT                                                            |
| Steve Cutler                                    | SmackDown       |                  | Rilasciato in seguito |
| Tamina                                          | SmackDown       | SmackDown        | |
| Wesley Blake                                    | SmackDown       | SmackDown        | Rilasciato |
| Zelina Vega                                     | Raw             | SmackDown        | In seguito fu rilasciata. Nel corso del 2021, ha firmato un nuovo contratto con la federazione e fu inserita nuovamente a SmackDown. |